# Мордвиново (Ярославская область)
Мордвиново — деревня в Ярославском районе Ярославской области России. 
В рамках организации местного самоуправления входит в Курбское сельское поселение; в рамках административно-территориального устройства включается в Мордвиновский сельский округ в качестве его центра. 

## География
Расположена в 20 км от западной границы города Ярославль, на автомобильной дороге Тутаев — Шопша — Гаврилов Ям — Иваново.

## Население
| 2007 | 2010 |
| ---- | ---- |
| 728  | ↘614 |

## Инфраструктура
ФАП (филиал Ярославской центральной районной больницы).

## Достопримечательности
- Памятник Герою Советского Союза Елене Колесовой[6].